# Eugène Brieux
Eugène Brieux (n. París, 19 de enero de 1858 - f. Niza, 6 de diciembre de 1932) fue un dramaturgo, periodista y viajero francés, quien fue elegido por la Academia francesa el 18 de marzo de 1909 para ocupar la Silla 22 como sucesor de Ludovic Halévy.
Su primera pieza teatral (Bernard Palissy), escrita en colaboración con Gaston Salandri, fue producida en 1879, pero tuvo que esperar once años antes de obtener otra puesta en escena con su obra Ménage d'artistes que fue producida por André Antoine en el Teatro Libre en 1890.
Sus obras fueron esencialmente didácticas, con el objeto de destacar la injusticia del sistema social y representar a los más desfavorecidos. Así, Blanchette (1892) llamó la atención sobre los resultados de la educación femenina de las clases obreras. Por su parte, Monsieur de Réboval (1892) estuvo dirigida contra el fariseísmo; L'Engrenage (1894), contra la corrupción política; Les Bienfaiteurs (1896), contra la frivolidad de cierto tipo de caridad; y L'Évasion (1896) satirizó sobre una creencia indiscriminada en la doctrina de la herencia genética. Les trois filles de M. Dupont  (1897) es un estudio potente, de alguna forma brutal, sobre las miserias impuestas sobre las muchachas pobres y de clase media por el sistema francés de dotes; Le Résultat des courses (1898) muestra los terribles resultados de las apuestas entre los trabajadores parisinos; La Robe rouge (1900) se dirigió contra las injusticia de la ley, mientras que Les Remplaçantes (1901) lo estuvo contra la práctica de dejar de amamantar a los niños.
Les Avariés (1901), prohibida por el censor por sus detalles médicos, fue leída en privado por el autor en el Teatro Antoine. Entre sus obras tardías, se encuentran La Couvée (1903, actuada en privado en Ruan en 1893), Maternité (1904), La Déserteuse (1904, en colaboración con Jean Sigaux) y Les Hannetons, una comedia en tres actos (1906).
Camille Saint-Saëns escribió la música de escena para La Foi, que fue presentada en Montecarlo el 10 de abril de 1909 y en el Teatro de Su Majestad en Londres el 20 de septiembre.
Eugène Brieux falleció en 1932 en Niza y fue enterrado en el cementerio de Grand Jas en Cannes en la Riviera francesa.

## Obras

### Piezas teatrales
- Bernard Palissy, drama en 1 acto, en verso, París, teatro de Cluny, 21 de diciembre de 1879
- Ménages d’artistes, comedia en 3 actos, París, teatro Libre, 21 de marzo de 1890
- La Fille de Duramé, drama en 5 actos, Ruan, Théâtre français, 25 de marzo de 1890
- Monsieur de Réboval, comedia en 4 actos, París, teatro del Odeón, 15 de septiembre de 1892
- L’Engrenage, comedia en 3 actos, París, Comédie-Parisienne, 16 de mayo de 1894
- La Rose bleue, comedia-vaudeville en 1 acto, Ginebra, Grand-Théâtre, 26 de julio de 1895
- Les Bienfaiteurs, comedia en 4 actos, París, Teatro de la Porte Saint-Martin, 22 de octubre de 1896
- L’Évasion, comedia en 3 actos, París, Comédie-Française, 7 de diciembre de 1896
- Blanchette, comedia en 3 actos, París, teatro Antoine, 30 de septiembre de 1897
- Les Trois Filles de Monsieur Dupont, comedia en 4 actos, París, teatro del Gymnase, 8 de octubre de 1897
- Résultats des courses, comedia en 6 actos, París, teatro Antoine, 9 de diciembre de 1898
- Le Berceau, comedia en 3 actos, París, Comédie-Française, 19 de diciembre de 1898
- La Robe rouge, pieza en 4 actos, París, teatro del Vaudeville, 14 de marzo de 1900
- Les Remplaçantes, comedia en 3 actos, París, teatro Antoine, 15 de febrero de 1901
- La Petite Amie, pieza en 3 actos, París, Comédie-Française, 3 de mayo de 1902
- Simone, pieza en 3 actos, París, Comédie-Française, 13 de abril de 1903
- La Couvée, comedia en 3 actos, París, Université populaire du faubourg Saint-Antoine, 9 de julio de 1903
- Maternité, pieza en 3 actos, París, teatro Antoine, 9 de diciembre de 1903
- La Déserteuse, con Jean Sigaux, París, teatro del Odeón, 15 de octubre de 1904
- Les Avariés, pieza en 3 actos, París, teatro Antoine, 22 de febrero de 1905

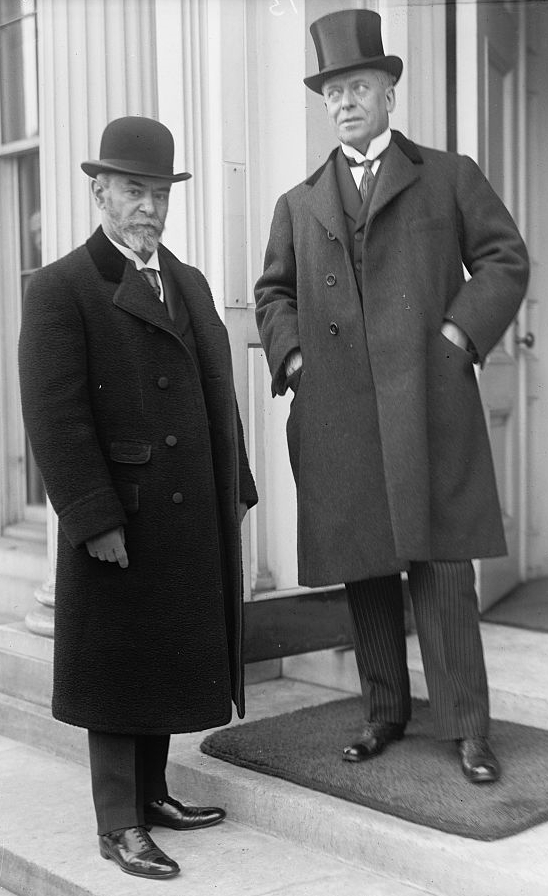
Eugène Brieux (a la derecha) con Jean Jules Jusserand, embajador de Francia en Washington D. C., en 1914.

- L’Armature, pieza en 5 actos, París, teatro del Vaudeville, 19 de abril de 1905
- Les Hannetons, comedia en 3 actos, París, teatro de la Renaissance, 3 de febrero de 1906
- La Française, comedia en 3 actos, París, teatro del Odeón, 18 de abril de 1907
- Suzette, pieza en 4 actos, París, teatro del Vaudeville, 27 de abril de 1909
- La Foi, pieza en 5 actos, música de Camille Saint-Saëns, Londres, His Majesty’s Theatre, 20 de septiembre de 1909
- La Femme seule, comedia en 3 actos, París, teatro del Gymnase, 22 de diciembre de 1912
- Le Bourgeois aux champs, comedia en 3 actos, París, teatro del Odeón, 11 de febrero de 1914
- Les Américains chez nous, comedia en 3 actos, París, teatro del Odeón, 9 de enero de 1920
- Trois Bons Amis, comedia en 3 actos, París, teatro del Odeón, 7 de mayo de 1921
- Théâtre complet (9 volúmenes, 1921-1929)
- L’Avocat, comedia en 3 actos, París, teatro del Vaudeville, 22 de septiembre de 1922
- L’Enfant (Pierrette et Galaor), comedia en 3 actos, París, teatro del Vaudeville, 20 se septiembre de 1923
- La Famille Layolette, comedia en 3 actos, París, teatro de las Novedades, 11 de septiembre de 1926

### Literatura de viajes
- Voyage aux Indes et en Indo-Chine: simples notes d’un touriste (1910)
- Algérie (1912)
- Tunisie (1912)
- Au Japon par Java, la Chine, la Corée: nouvelles notes d’un touriste (1914)